# Mario Petrucciani
Mario Petrucciani (Caserta, 23 febbraio 1924 – Lavinio, 16 luglio 2001) è stato un critico letterario e storico della letteratura italiano.

## Biografia
Allievo di Giuseppe Ungaretti, fu uno dei più attenti critici dell'ermetismo e rivolse anche particolare attenzione allo studio di Dino Campana.
Fu direttore della Fondazione Giuseppe Ungaretti e docente presso numerose università in Italia e all'estero;  fu professore incaricato  di storia della letteratura italiana moderna e contemporanea dal 1956, ottenne la libera docenza nel 1958 e l’ordinariato nel 1967, nella neonata facoltà di lettere e filosofia dell’Università di Urbino, dove per alcuni anni insegnò anche storia delle tradizioni popolari e letteratura italiana. Terminò i suoi anni di insegnamento presso la prima cattedra di letteratura italiana contemporanea di Roma.
Fu presidente dell'Istituto nazionale di studi romani, consigliere e fondatore della Fondazione Marino Piazzolla.

## Opere principali
- Idoli e domande della poesia (1969)
- Segnali e archetipi della poesia. Studi di letteratura contemporanea (1974)
- Scienza e letteratura nel secondo Novecento. La ricerca letteraria in Italia tra algebra e metafora (1978)
- Letteratura italiana contemporanea (1979-1982)
- Il condizionale di Didone: studi su Ungaretti (1985)
- Racconti italiani del Novecento (1987)
- Poesia come inizio. Altri studi su Ungaretti (1993)
- Per la poesia. Studi e interventi 1943-2001, a cura di C. Donati e A. Petrucciani, prefazione di F. Contorbia (2011) ISBN 9788861560772